# バラ (行政区画)
バラ (英：borough) は、様々な国々に存在する行政区画の一つである。原則として、バラ (borough) という用語は自治制をもったタウンシップを指すが、実際には公的にも幅広い意味を持つ用語として使用される。

## 概要
boroughはゲルマン祖語で砦を意味する*burgzに由来する語で、イングランドのbury、スコットランドのburgh、ドイツのBurg、スカンディナビア地方のborg、オランダのburcht等の地名接尾辞の他に、イタリア語のborgo、フランス語のbourg、スペイン語とポルトガル語のburgo等のインド・ヨーロッパ語族の各言語にもゲルマン語からの借用語として使用が見られる。たとえば、Canterbury（カンタベリー）、Strasbourg（ストラスブール）、Luxembourg（ルクセンブルク市）、Edinburgh（エディンバラ）、Hamburg（ハンブルク）、Göteborg（イェーテボリ）、Санкт-Петербург（サンクトペテルブルク）等、実際に各地の地名接尾辞にこれらの単語が影響しており、これらの都市はいずれもかつて要塞都市であったことを示している。
中世においては、バラは自治を認められた政府の置かれたイングランドやスコットランドの入植地を指した。中世のイングランドでは、議会の選挙区としても用いられた。boroughという単語を使用した起源は、おそらくアルフレッド大王のバラール・システム (the burghal system) だと考えられる。大王はこれらの入植地を維持するため、防衛を強化した拠点システムを築き上げ、ある程度の自治権を住民に与えた。ノルマン征服以後、自治を認められた町が増えるに従って、バラ (borough) の概念は「自治された土地」を意味する用語として再使用されるようになった。
バラの概念は英語を話す地域全体を通して、繰り返し（また、しばしば異なった意味で）使用された。多くの場合、バラは自身の地方政府を持つ単一の町である。一方で、（例えば、ロンドン、ニューヨーク、モントリオールのように）都市の内部における下位の行政区画として使用されることもある。そのような場合、バラには都市の政府から一部の権限が与えられるか、全く権限が与えられないか、のいずれかである。ロンドンがまだ市全域を統治する政府を持っていなかった頃は、ロンドン市民にとって自治の基盤となったのはバラであった。アラスカでは、州内の地方一帯を一つのバラとして指定しており、例えばノーススロープ・バラはイギリスと同規模の面積を有している。
オーストラリアでは、バラ (borough) は町またはその周辺地域を指定する用語として使用される。
行政単位としてのバラはアイルランドやイギリス（特にイングランドおよび北アイルランド）で使用が見られる。このほか、カナダのケベック州や以前のオンタリオ州、アメリカ合衆国の一部の州、イスラエルおよび以前のニュージーランドで使用された。

## 語源
boroughという単語は、「要塞化された地」を意味する古英語の単語burhから派生して生まれた。burhから派生した他の英単語にはburyとbroughがある。これらは明らかに他の印欧語族と同系の語であると考えられており、たとえば、スコットランド語および中世英語のburgh、ドイツ語および古英語のburg、スカンディナビア諸語のborgが挙げられる。他に、ラテン語のparcusとギリシャ語のpyrgosも同語源とされる。
ヨーロッパにおける他の多くの言語にも、中世の頃にゲルマン語から借入した同語源の単語が存在する。アイルランド語におけるbrog、ウェールズ語で壁や城壁を意味するbwrおよびbwrc、フランス語におけるbourg、カタルーニャ語におけるburg、イタリア語におけるborgo、スペイン語におけるburgo等がその例である。
'burg'の要素はしばしば丘や山を意味する'berg'と混同される。そのため、ベルゲンにみられるような'berg'の要素は砦よりもむしろ丘に関連した語となっている。 
他方では、fernaberga（「シダの丘」の意）に由来するFarnboroughの例のように、地名における'berg'の要素がburgやboroughに結びつく場合もある。

## 発音
イギリスの多くの地域において、"borough"は独立した単語として[ˈbʌrə] ( 音声ファイル)と発音される。また、地名の接尾語としては[brə]の発音もみられる。接尾辞としては"-brough"と綴られることもある。
アメリカ合衆国では、"borough"は[ˈbʌroʊ]または[ˈbʊəroʊ]と発音される。地名の接尾辞"-burg(h)"としては、[bɜːrɡ]と発音される。

## 用例

### イギリス

#### 北アイルランド
北アイルランドでは1973年に地方政府が再編成された。この新制度の下で、26の地方区分 (district) が設置され、旧来のmunicipal borough（自治バラ）はその新しい地方区分に組み込まれる形で存続している。

### カナダ
ケベック州におけるboroughはフランス語のArrondissement（アロンディスマン）に対応する英語の訳語として一般的に用いられる。州内の8つの自治体においてバラが定められている。詳細はケベック州の地方行政区を参照。
また、かつてはオンタリオ州メトロポリタントロントでも、スカボロ、ヨーク、ノースヨーク、エトビコ等、トロント市郊外にある自治体が市への昇格を目指した合併計画の中で自らを指す語として用いられていた。しかし、結局これらの地域は独立都市としての合併を断念してトロント市と合併することとなり、1998年1月1日に合併したバラ・オブ・イーストヨークを最後にバラは廃止された。

### メキシコ
メキシコでは、メキシコシティ内の16の行政区(delegación)が英語でboroughと訳される。ただし、2016年にメキシコシティが連邦区でなくなり、独立した州として扱われるようになったことにともない、従来の16区は他州の市に相当する管轄区域（demarcación territorial）に格上げされる予定である。
メキシコの一部の州にある自治体では、郡(municipio)の下に区(delegación)などの下位行政区分が設けられていることがあり（バハ・カリフォルニア州など）、これも英語ではboroughと呼ばれる。

### オーストラリア
オーストラリアにおいて、"borough"の用語は地方政府の行政区画として時折使用される。かつては豪州内に複数あったバラも、現在はビクトリア州にあるクイーンズクリフ・バラの一つのみである。

### オランダ
オランダの大都市は、しばしば複数のBoroughまたはStadsdeelに細分される。